# 카리턴 영
칼턴 영(Carleton Young, 1905년 10월 21일 ~ 1994년 11월 7일)은 미국의 배우이다.

## 출연 작품
- 털보 가족 (1966년)
- 샤이안 (1964년)
- 리버티 벨런스를 쏜 사나이 (1962년)
- 스파타커스 (1960년)
- 버팔로 대대 (1960년)
- 존 웨인의 기병대 (1959년)
- 마지막 함성 (1958년)
- 제시 제임스 스토리 (1957년)
- 화살의 질주 (1957년)
- 전송가 (1957년)
- 저것이 파리의 등불이다 (1957년)
- 그레이트 데이 인 더 모닝 (1956년)
- 이유없는 의심 (1956년)
- 줄리 (1956년)
- 도시가 잠든 사이에 (1956년)
- 아티스트 & 모델 (1955년)
- 레이서 (1955년)
- 애욕과 전장 (1955년)
- 프린스 밸리언트 (1954년)
- 라이오트 인 셀 블락 11 (1954년)
- 사악한 경찰 (1954년)
- 글렌 밀러 스토리 (1954년)
- 해저 2만리 (1954년)
- 정글 보이 봄바 9 (1953년)
- 지상에서 영원으로 (1953년)
- 데드라인 - U.S.A. (1952년)
- 마이 식스 컨빅츠 (1952년)
- 말 많은 세상 (1951년)
- 사막의 여우 (1951년)
- 푸른 면사포 (1951년)
- 지구 최후의 날 (1951년)
- 날으는 해병대 (1951년)
- 스매쉬업 (1947년)
- 썬더헤드 - 프릭카의 아들 (1945년)
- 페이퍼 블렛 (1941년)
- 벅 프라이빗 (1941년)
- 캡틴 마블의 모험 (1941년)
- 벅 로저스 (1939년)
- 조로 파이팅 리전 (1939년)
- 돌아온 론 레인저 (1939년)
- 딕 트레이시 2 (1937년)
- 딕 트레이시 (1937년)

### 텔레비전
- 추격 (1961, 1963)
- 나의 세 아들 (1964-70)